# Општина Пољчане
Општина Пољчане (словен. Poljčane) је једна од општина Подравске регије у држави Словенији. Седиште општине је истоимени градић Пољчане.

## Насеља општине
| - Брезје при Пољчанах - Глобоко об Дравињи - Згорње Пољчане - Красна - Крижеча вас - Ловник | - Лушечка вас - Љубично - Модраже - Новаке - Подбоч - Пољчане | - Сподња Брежница - Сподње Пољчане - Становско - Студенице - Храстовец под Бочем - Чадрамска вас |

Шаблон:Пољчане